# Câu lạc bộ bóng đá Ezra
Ezra FC là một câu lạc bộ bóng đá tại Viêng Chăn, Lào. Nơi đây đào đạo các cầu thủ từ 11 tới 18 tuổi và theo ước tính có khoảng 70% cầu thủ được gọi lên đội tuyển quốc gia Lào. Hiện câu lạc bộ đang thi đấu tại Lao League, giải đấu cao nhất của Lào.

## Cầu thủ
Ghi chú: Quốc kỳ chỉ đội tuyển quốc gia được xác định rõ trong điều lệ tư cách FIFA. Các cầu thủ có thể giữ hơn một quốc tịch ngoài FIFA.
| Số | VT | Quốc gia | Cầu thủ               |
| -- | -- | -------- | --------------------- |
| 14 | HV | Hàn Quốc | Shin Jae-pil          |
| —  | TV | Lào      | Vilayout Sayyabounsou |